# Mohamed Ali Kasse
 (janvier 2011).
Si vous disposez d'ouvrages ou d'articles de référence ou si vous connaissez des sites web de qualité traitant du thème abordé ici, merci de compléter l'article en donnant les références utiles à sa vérifiabilité et en les liant à la section « Notes et références ».
Mohamed Ali Kasse, né le 20 mars 1990, joueur algérien de volley-ball, graduer en équipe nationale algérienne différentes catégories.

## Clubs
| Club                              | Pays    | De        | À         |
| --------------------------------- | ------- | --------- | --------- |
| CRBDjelfa                         | Algérie | 1999-2000 | 2004-2005 |
| NIADjelfa                         | Algérie | 2005-2007 | …         |
| Mouloudia Club d'Alger            | Algérie | 2007-2008 | …         |
| Groupement sportif des pétroliers | Algérie | 2008-2009 | 2010-2011 |
| Nasr athlétique Hussein Dey       | Algérie | 2011-2012 | …         |

## Palmarès
- Championnat arabe des nations (1)
  - Vainqueur : 2008

- Championnat d'Afrique (1)
  - Finaliste : 2007
- Championnat d'Algérie (1)
  - Vainqueur : 2009
- Coupe d'Algérie (3)
  - Vainqueur : 2009,
- Supercoupe  d'Algérie (1)
  - Vainqueur : 2009